# Antonio Farnese

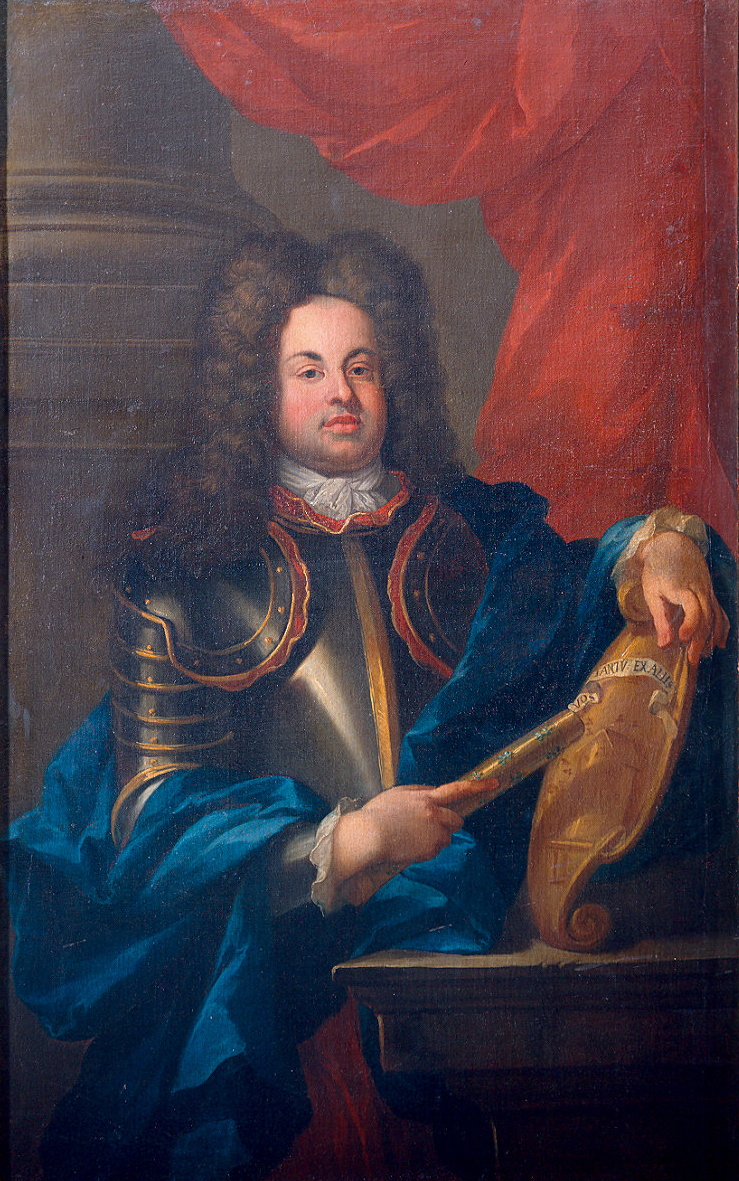
Antonio Farnese

Antonio Farnese (* 29. November 1679; † 20. Januar 1731) war der jüngste Sohn des Herzogs Ranuccio II. Farnese von Parma und Piacenza. Als sein älterer Bruder Francesco Farnese, der Nachfolger seines Vaters, am 26. Februar 1727 kinderlos starb, folgte ihm Antonio auf dem Thron.
Antonio Farnese war der letzte im Mannesstamm der Familie Farnese und bis zu seiner Thronbesteigung auch ledig geblieben. Ein Jahr nach dem Tod seines Bruders, am 5. Februar 1728, heiratete er, mittlerweile 48-jährig, Enrietta d’Este (1702–1777), Tochter des Herzogs Rinaldo d’Este von Modena. Als Antonio Farnese knapp drei Jahre später starb, hatte er keine Nachkommen.
Seine Erbin war seine Nichte Elisabetta Farnese (1692–1766), das einzige noch lebende Mitglied der Familie, die seit 1714 mit dem spanischen König Philipp V. aus der Dynastie der Bourbonen verheiratet war. Sie gab das Herzogtum, aber auch den Besitz in und um Rom – den Palazzo Farnese in Rom, den Palazzo Farnese in Caprarola, die Villa Farnesina, vor allem aber die farnesischen Sammlungen – an ihren Sohn Karl III. weiter.